# Nové Sedlo (Ústí nad Labem)
Nové Sedlo é uma comuna checa localizada na região de Ústí nad Labem, distrito de Louny.